# チャールズ・ガーランド
チャールズ・ガーランド（Charles Garland, 1898年10月29日 - 1971年1月28日）は、アメリカ・ペンシルベニア州ピッツバーグ出身の男子テニス選手。1920年のウィンブルドン選手権男子ダブルスでリチャード・ウィリアムズとペアを組んで優勝し、アメリカ人選手として最初のウィンブルドン・ダブルス優勝者になった選手である。フルネームは Charles Stedman Garland （チャールズ・ステッドマン・ガーランド）といい、愛称の「チャック・ガーランド」（Chuck Garland）で文献に記載されることも多い。

## 来歴
ガーランドは第1次世界大戦の戦時中、1915年から全米選手権に出場し始めた。第1次世界大戦の戦時中、全米選手権は途切れることなく開催されていた。1918年11月に世界大戦が終結し、他のテニス4大大会は終戦後の1919年から再開される。ガーランドは終戦後のウィンブルドン選手権で活躍し、1919年と1920年の2年連続で男子シングルスのベスト4に入った。1920年の男子ダブルスで、チャック・ガーランドはリチャード・ウィリアムズとペアを組み、決勝でアルガーノン・キングスコート（1888年 - 1964年）とジェームズ・パーク（1881年 - 1946年）組を 4-6, 6-4, 7-5, 6-2 で破って優勝した。ガーランドとウィリアムズは、こうしてアメリカ人男子選手初のウィンブルドン・ダブルス優勝者に輝いた。
チャック・ガーランドの4大大会男子シングルス成績は、全米選手権では1917年のベスト8進出であったが、前述のようにウィンブルドンで2年連続のベスト4進出があった。彼は長年にわたり全米テニス協会（USTA）の要職に携わり、1927年の男子テニス国別対抗戦・デビスカップ決勝（対フランス戦）でアメリカ・チームのキャプテンを務めた。1928年全米選手権の1回戦敗退を最後に、彼は自らの競技生活に終止符を打った。1969年に国際テニス殿堂入り。1971年1月28日、チャールズ・ステッドマン・ガーランドはメリーランド州ボルチモアで72年の生涯を終えた。